# Dumitru Rotaru
Dumitru Rotaru (n. 24 octombrie 1948) este un fost deputat român în legislatura 1996-2000, ales în județul Dâmbovița pe listele partidului Minorități. Dumitru Rotaru a fost validat ca deputat pe data de 28 februarie 2000 când l-a înlocuit pe deputatul Florea Simion. Dumitru Rotaru a fost membru în grupurile parlamentare de prietenie cu Regatul Spaniei, Republica Bulgaria și Regatul Hașemit al Iordaniei.

## Legături externe
- Dumitru Rotaru Arhivat în 21 iunie 2024, la Wayback Machine. la cdep.ro